# SINCGARS

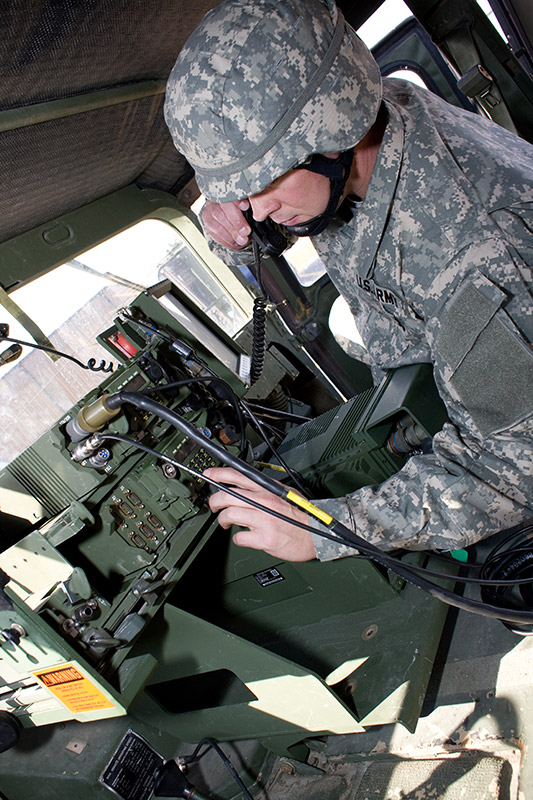
험비 차량의 SINCGARS 무전기

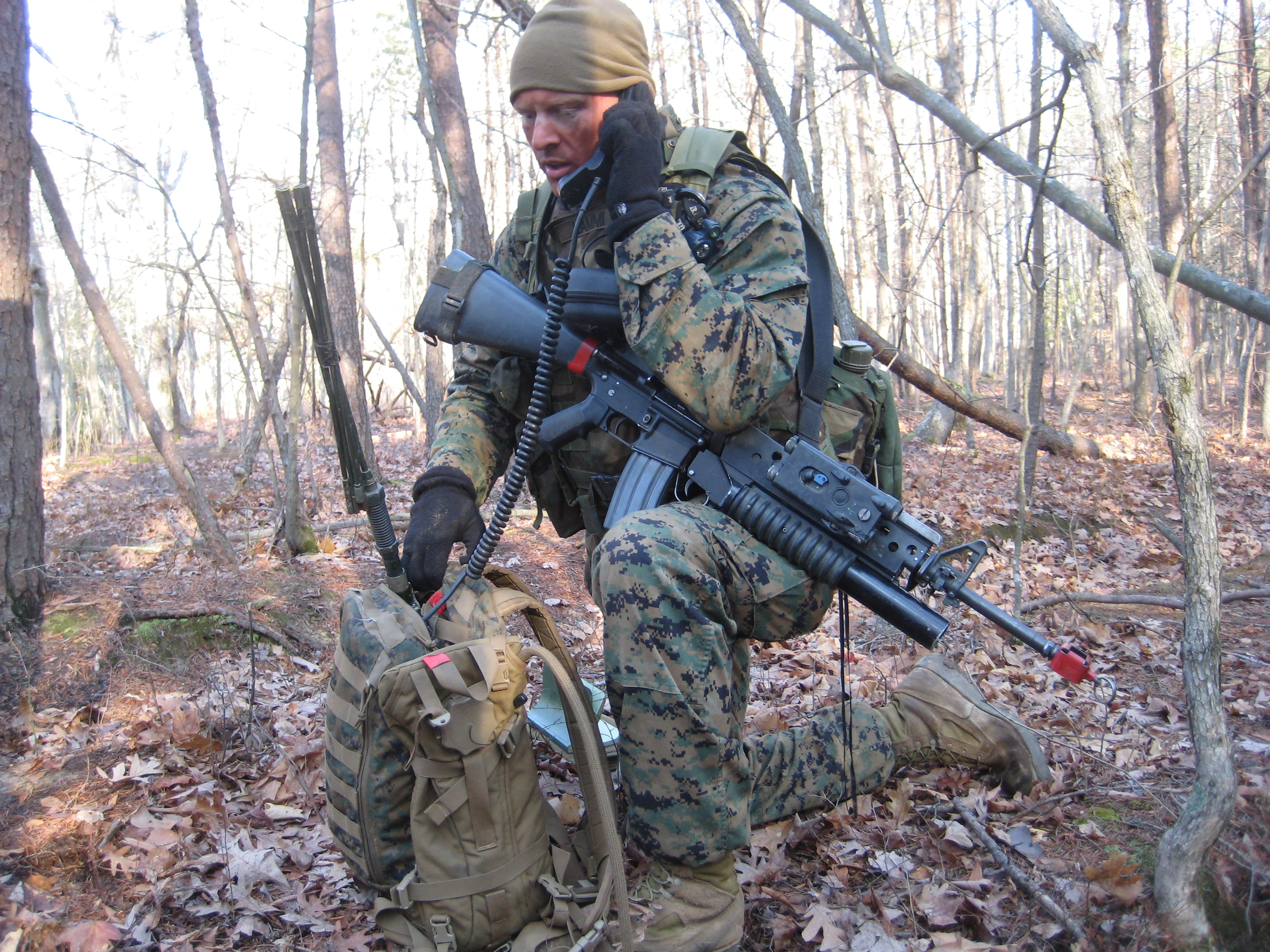
미국 해병대가 배낭형 SINCGARS인 AN/PRC-119로 교신중이다.

SINCGARS(Single Channel Ground and Airborne Radio System)은 미국과 미국의 동맹국들이 사용하는 군용 무전기 시스템이다. 음성과 데이터 교신이 가능하다. 차량형, 배낭형, 비행기, 핸디 무전기 모델이 모두 가능하다. F-35 스텔스 전투기에서 보병 중대장과 직접 교신하는 무전기다.
SINCGARS는 30 - 87.975 MHz VHF FM 밴드에서 25 kHz 채널들을 사용한다. 단일 주파수 모드와 주파수 도약 모드가 있다. 주파수 도약 모드는 1초에 111번 채널을 바꾼다.
SINCGARS 무전기는 월남전에 사용하던 AN/PRC-77, AN/VRC-12를 대체한다. 이들 구형 모델과도 여전히 교신이 잘 된다. 57만대의 SINCGARS 무전기가 판매되었다.

## 대한민국
1985년 미국 SINCGARS-V의 도입을 추진하던 사람들은 PRC-999K의 국내개발에 대해 불만을 가져 개발과정 중에도 장비의 성능에 많은 의구심을 표출했다. 그러나 SINCGARS-V와 PRC-999K를 동시에 시험평가한 결과, PRC-999K가 훨씬 우수한 성능을 보였다.